# Deutsche Fußballmeisterschaft der A-Junioren 1983/84
Die deutsche Fußballmeisterschaft der A-Junioren 1984 war die 16. Auflage dieses Wettbewerbes. Meister wurde der VfB Stuttgart, der im Finale den 1. FC Kaiserslautern mit 3:1 nach Verlängerung besiegte.

## Teilnehmende Mannschaften
An der A-Jugendmeisterschaft nahmen die 16 Landesverbandsmeister teil.
| Regionalverband Nord | Regionalverband West                                                                | Regionalverband Südwest                                                                    | Regionalverband Süd | Berlin                            |
| --- | ----------------------------------------------------------------------------------- | ------------------------------------------------------------------------------------------ | --- | --------------------------------- |
| - Schleswig-Holstein: TSB Flensburg - Hamburg: SC Concordia Hamburg - Bremen: Werder Bremen - Niedersachsen: TSV Havelse | - Westfalen: VfL Bochum - Mittelrhein: 1. FC Köln - Niederrhein: Bayer 05 Uerdingen | - Rheinland: Eintracht Trier - Südwest: 1. FC Kaiserslautern - Saarland: 1. FC Saarbrücken | - Hessen: VfL 1860 Marburg - Baden: SV Waldhof Mannheim - Südbaden: Freiburger FC - Württemberg: VfB Stuttgart - Bayern: 1. FC Nürnberg | - Berlin: FC Hertha 03 Zehlendorf |

## Achtelfinale
Hinspiele: So 17.06. Rückspiele: So 24.06.
|                         | Gesamt          |                       | Hinspiel | Rückspiel |
| ----------------------- | --------------- | --------------------- | -------- | --------- |
| 1. FC Kaiserslautern    | 13:00           | Freiburger FC         | 5:0      | 8:0       |
| 1. FC Nürnberg          | 3:1             | VfL 1860 Marburg      | 1:0      | 2:1       |
| 1. FC Saarbrücken       | 1:5             | SC Concordia Hamburg  | 1:1      | 0:4       |
| TSV Havelse             | 9:1             | TSB Flensburg         | 3:0      | 6:1       |
| SV Eintracht Trier      | 1:5             | FC Bayer 05 Uerdingen | 1:0      | 0:5       |
| VfB Stuttgart           | 3:2             | SV Waldhof Mannheim   | 1:0      | 2:2       |
| FC Hertha 03 Zehlendorf | 2:2 (4:3 i. E.) | 1. FC Köln            | 1:0      | 1:2       |
| SV Werder Bremen        | 0:6             | VfL Bochum            | 0:3      | 0:3       |

## Viertelfinale
Hinspiele: So 01.07. Rückspiele: Sa/So 07./08.07.
|                         | Gesamt |                | Hinspiel | Rückspiel |
| ----------------------- | ------ | -------------- | -------- | --------- |
| 1. FC Kaiserslautern    | 5:2    | 1. FC Nürnberg | 4:0      | 1:2       |
| SC Concordia Hamburg    | 8:7    | TSV Havelse    | 4:2      | 4:5       |
| FC Bayer 05 Uerdingen   | 2:7    | VfB Stuttgart  | 1:3      | 1:4       |
| FC Hertha 03 Zehlendorf | 4:3    | VfL Bochum     | 4:2      | 0:1       |

## Halbfinale
Hinspiele: So 15.07. Rückspiele: So 22.07.
|                      | Gesamt |                         | Hinspiel | Rückspiel |
| -------------------- | ------ | ----------------------- | -------- | --------- |
| 1. FC Kaiserslautern | 7:4    | SC Concordia Hamburg    | 5:2      | 2:2       |
| VfB Stuttgart        | 9:2    | FC Hertha 03 Zehlendorf | 8:0      | 1:2       |

## Finale
| VfB Stuttgart                                                            | VfB Stuttgart | 1. FC Kaiserslautern | 1. FC Kaiserslautern |
| ------------------------------------------------------------------------ | --- | --- | -------------------- |
| VfB Stuttgart                                                            | \| Sonnabend, 28. Juli 1984 um 15:30 Uhr in Heilbronn (Städtischen Stadion) \| \| Ergebnis: 3:1 n. V. (1:1,1:0) \| \| Zuschauer: 9.000 \| \| Schiedsrichter: Dieter Stäglich (Bonn) \|                                                                | \| Sonnabend, 28. Juli 1984 um 15:30 Uhr in Heilbronn (Städtischen Stadion) \| \| Ergebnis: 3:1 n. V. (1:1,1:0) \| \| Zuschauer: 9.000 \| \| Schiedsrichter: Dieter Stäglich (Bonn) \|                                                  | 1. FC Kaiserslautern |
| VfB Stuttgart                                                            | Christoph Weber – Wolfgang Pfiz – Andreas Rothfuß (77. Uwe Skultety), Armin Scheiffele, Vlado Szichta – Sascha Cyklarz, Erwin Waldner, Martin Fritz – Rudi Lorch, Andreas Peuckert, Jürgen Kipper (63. Stefan Hertfelder) Cheftrainer: Walter Güntner | Thomas Graf – Bernhard Leist – Hans Werner Moser, Franco Foda, Stefan Brenner – Jürgen Giehl, Tino Loechelt , Dennis Strich – Thomas Gerstner (76. Gunold Doliwa), Markus Schupp, Patrik Mohr (91. Peter Kauf) Cheftrainer: Ernst Diehl | 1. FC Kaiserslautern |
| VfB Stuttgart                                                            | 1:0 Andreas Peuckert (12.) 2:1 Sascha Cyklarz (88.) 3:1 Andreas Peuckert (99.) | 1:1 Hans Werner Moser (41.) | 1. FC Kaiserslautern |
| VfB Stuttgart                                                            | Pfiz, Fritz | Brenner, Mohr | 1. FC Kaiserslautern |
| Sonnabend, 28. Juli 1984 um 15:30 Uhr in Heilbronn (Städtischen Stadion) | | |                      |
| Ergebnis: 3:1 n. V. (1:1,1:0)                                            | | |                      |
| Zuschauer: 9.000                                                         | | |                      |
| Schiedsrichter: Dieter Stäglich (Bonn)                                   | | |                      |